# Unterelbe bis Wedel
Unterelbe bis Wedel este o arie protejată (arie de protecție specială avifaunistică — SPA) din Germania întinsă pe o suprafață de 7.556 ha, integral pe uscat.

## Localizare
Centrul sitului Unterelbe bis Wedel este situat la coordonatele 53°41′16″N 9°31′35″E / 53.6878°N 9.5264°E.

## Înființare
Situl Unterelbe bis Wedel a fost declarat arie de protecție specială avifaunistică în octombrie 2000 pentru a proteja 43 de specii de animale.

## Biodiversitate
Situată în ecoregiunea atlantică, aria protejată nu include niciun habitat protejat.
La baza desemnării sitului se află mai multe specii protejate de  păsări (43): lăcar mare (Acrocephalus arundinaceus), ciocârlie-de-câmp (Alauda arvensis), pescăruș albastru (Alcedo atthis), rață sulițar (Anas acuta), rață mică (Anas crecca crecca), Anser albifrons albifrons, gâscă cenușie (Anser anser), buhai de baltă (Botaurus stellaris stellaris), Branta bernicla bernicla, Branta leucopsis, buha (Bubo bubo), Calidris alba, fugaci de țărm (Calidris alpina), prundaș gulerat mare (Charadrius hiaticula), chirighiță neagră (Chlidonias niger), barză albă (Ciconia ciconia ciconia), erete de stuf (Circus aeruginosus), prepeliță (Coturnix coturnix), cristeiul de câmp (Crex crex), Cygnus columbianus bewickii, lebădă de iarnă (Cygnus cygnus), Falco peregrinus peregrinus, muscar negru (Ficedula hypoleuca), becațină comună (Gallinago gallinago), codalb (Haliaeetus albicilla), sfrâncioc roșiatic (Lanius collurio), pescăruș mic (Larus minutus), sitar de mal nordic (Limosa lapponica), Limosa limosa limosa, Luscinia svecica cyanecula, ferestraș mic (Mergus albellus), gaia roșie (Milvus milvus), bătăuș (Philomachus pugnax), ploier auriu (Pluvialis apricaria), ploier argintiu (Pluvialis squatarola), cresteț pestriț (Porzana porzana), ciocântors (Recurvirostra avosetta), mărăcinar (Saxicola rubetra), chiră de baltă (Sterna hirundo), călifar alb (Tadorna tadorna), fluierar negru (Tringa erythropus), fluierarul cu picioare roșii (Tringa totanus), nagâț (Vanellus vanellus).